# Latenivenatrix
Latenivenatrix  ist eine derzeit monotypische Gattung der Troodontidae. Anhand von fossilen Überresten, die ursprünglich Troodon zugeschrieben wurden, wurde 2017 die bislang einzige Art Latenivenatrix mcmasterae beschrieben. Sie ist die in Bezug auf die Körperlänge bisher größte bekannte Art der Troodontidae. Ob es sich bei Latenivenatrix wirklich um ein gültiges Taxon handelt, ist seit einer 2021 veröffentlichten Studie in der Fachwelt umstritten.

## Merkmale
Mit einer geschätzten Körperlänge von 3 bis 3,5 m übertrifft Latenivenatrix sämtliche anderen Angehörigen der Familie der Troodontidae. Unterschiede zu anderen Troodontiden bilden vor allem der Bau der Becken- und Schädelknochen. So ist etwa das Schambein etwas retrovertiert und das Stirnbein weist eine dreieckige Form sowie eine einzelne tiefe Kerbe auf.

## Entdeckungsgeschichte
Als Holotyp für die Beschreibung diente ein fragmentarisches Skelett (Exemplarnummer CMN 12340), das Dale Russell bereits 1969 der Gattung Stenonychosaurus zugeordnet hatte und aus einigen Schädelknochen, jeweils vier Rippen und Wirbeln, sowie unvollständigen Vorder- und Hintergliedmaßen bestand.
Darüber hinaus verglichen van der Reest und Currie ihren Holotyp mit den Exemplaren UALVP 55804, TMP 1982.019.0023 und TMP 1992.036.575, die zwar allesamt nur einzelne Knochenfunde darstellten, jedoch ebenfalls aus dem oberen Teil des Dinosaur Provincial Park stammten. Auf dieser Grundlage kamen sie zu dem Schluss, dass sich die Individuum so sehr von anderen Funden im unteren Bereich des Parks unterschieden, dass es sich hierbei um eine gänzlich neue Gattung handeln müsse. Dies markierte einen Wendepunkt in einem jahrzehntelang ausgetragenen Konflikt um die Klassifikation der Theropoden der Dinosaur Park Formation, schließlich hatte eine Arbeit von Currie selbst 1987 dazu geführt, dass sämtliche Troodontiden-Funde dieser Formation Troodon formosus zugeschrieben wurden. Durch die Beschreibung von Latenivatrix mcmasterae sowie den Vorschlag, die übrigen eigentlich Troodon zugeschriebenen Funde im unteren Bereich des Dinosaur Parks stattdessen Stenonychosaurus inequalis zuzuordnen, plädierten van der Reest und Currie nun indirekt dafür, Troodon formosus als nomen dubium zu führen, da dann nur noch ein einzelner Zahn sicher dieser Art zugeordnet werden könnte.
Einige Jahre nach der Erstbeschreibung von Latenivenatrix analysierte ein Team um Thomas M. Cullen die von van der Reest und Currie genutzten Knochen nochmals und verglich sie zudem mit weiteren Troodontiden-Funden. Dabei kamen sie zu dem Schluss, dass die Unterschiede, die van der Reest und Currie zwischen Latenivenatrix und Stenonychosaurus erkannt hatten, keine Autapomorphien, sondern individuelle Abweichungen im Knochenbau zwischen einzelnen Tieren seien. Sie stellten daher die These auf, dass Latenivenatrix kein gültiges Taxon, sondern ein Synonym von Stenonychosaurus sei. Mit Phil Currie war einer der Erstbeschreiber von Latenivenatrix an dieser Studie, die die Validität des Taxons infrage stellt, beteiligt.

## Systematik
Neben der neuen Gattung beschrieben van der Reest und Currie auch ein neues Taxon innerhalb der Troodontidae. Diese Unterfamilie trägt den Titel Troodontinae. Die Autoren betrachten Latenivenatrix als diesem Taxon zugehörig und vermuten zudem eine Verwandtschaft zu Linhevenator und Philovenator, die beide zeitgleich in Asien lebten.